# (391988) Illmárton
(391988) Illmárton, désignation internationale (391988) Illmarton, est un astéroïde de la ceinture principale.

## Description
(391988) Illmarton est un astéroïde de la ceinture principale. Il fut découvert le 27 décembre 2008 à Piszkesteto par Krisztián Sárneczky. Il présente une orbite caractérisée par un demi-grand axe de 2,61 UA, une excentricité de 0,20 et une inclinaison de 9,2° par rapport à l'écliptique.

## Compléments